# Cerucuk
Cerucuk is een bestuurslaag in het regentschap Belitung van de provincie Bangka-Belitung, Indonesië. Cerucuk telt 1732 inwoners (volkstelling 2010).